# Place Monseigneur-Loutil
La place Monseigneur-Loutil est une voie située dans le quartier de la Plaine-de-Monceaux du 17e arrondissement de Paris.

## Situation et accès
La place Monseigneur-Loutil est desservie par la ligne 3 à la station Wagram.

## Origine du nom

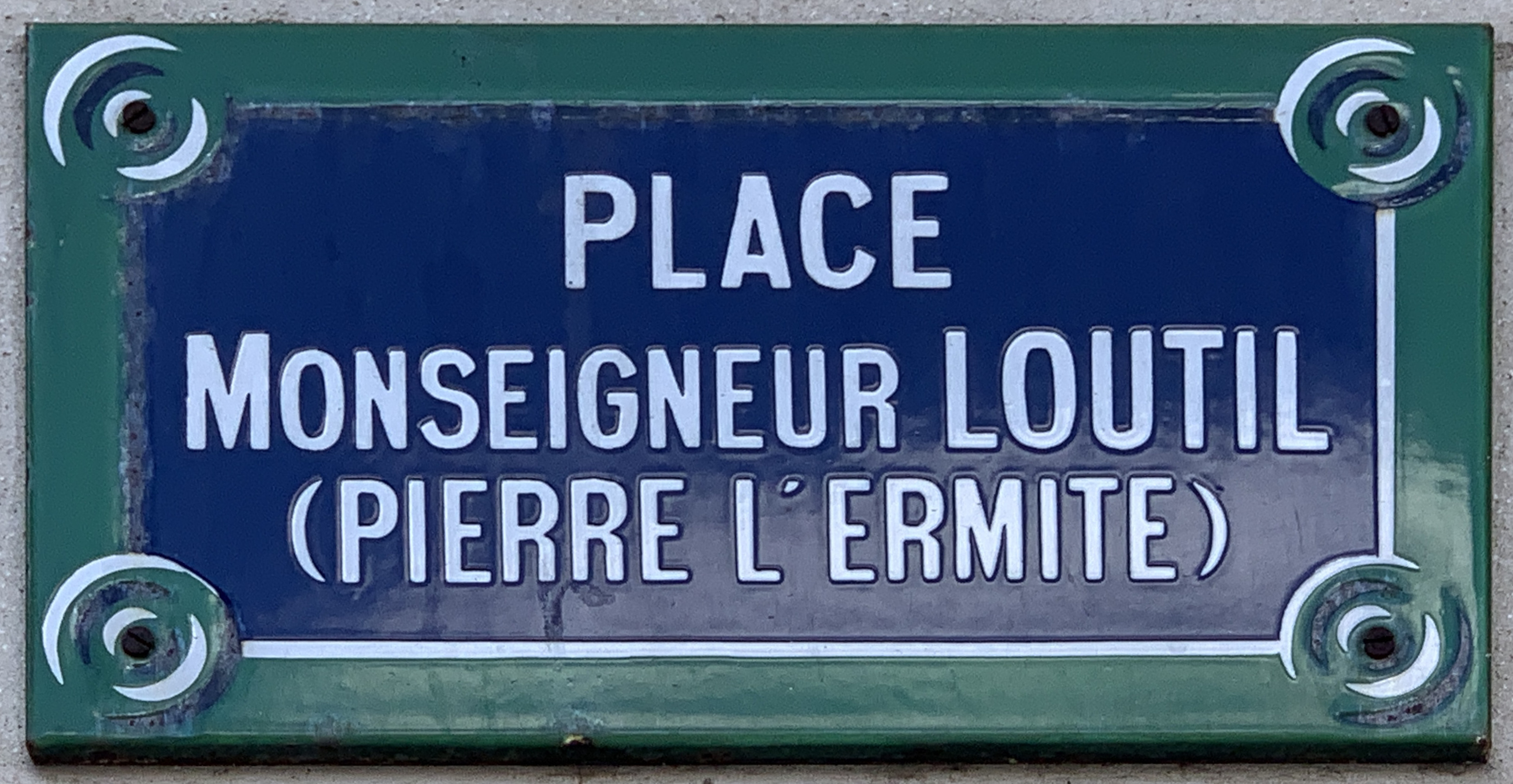
Plaque de la place.

Elle rend hommage à Edmond Loutil (1863-1959), écrivain sous le nom de Pierre l'Ermite, qui exerça dans l'église Saint-François-de-Sales située à proximité.

## Historique
Le carrefour formé par les rues Jouffroy-d'Abbans et Brémontier et l'avenue de Villiers prend en 1965 le nom de « place Monseigneur-Loutil ».